# Абсорбенти
Абсорбе́нти — природні та штучні речовини, здатні до абсорбції (наприклад, вода). Основна вимога до абсорбентів, що використовуються в промисловості, — висока вбирна здатність щодо компоненту, який абсорбується. Цінною якістю абсорбентів є можливість їх регенерації, що здешевлює технологічний процес. У ряді випадків абсорбенти повинні забезпечувати селективність абсорбції. Крім того, абсорбент повинен бути хімічно індиферентним щодо абсорбату та хімічно стабільним (не розщеплюватися, не окиснюватися, не осмолюватися тощо), дешевим та корозійно неактивним. Як абсорбенти використовують воду, розчини лугів або кальцинованої соди, різні олії тощо.